# Uruma
Uruma (jap. うるま市 Uruma-shi) – miasto w Japonii, w prefekturze Okinawa.
Miasto powstało 1 kwietnia 2005 w wyniku połączenia miast Gushikawa, Ishikawa, Katsuren i Yonashiro z powiatu Nakagami.